# Nitrogruppe

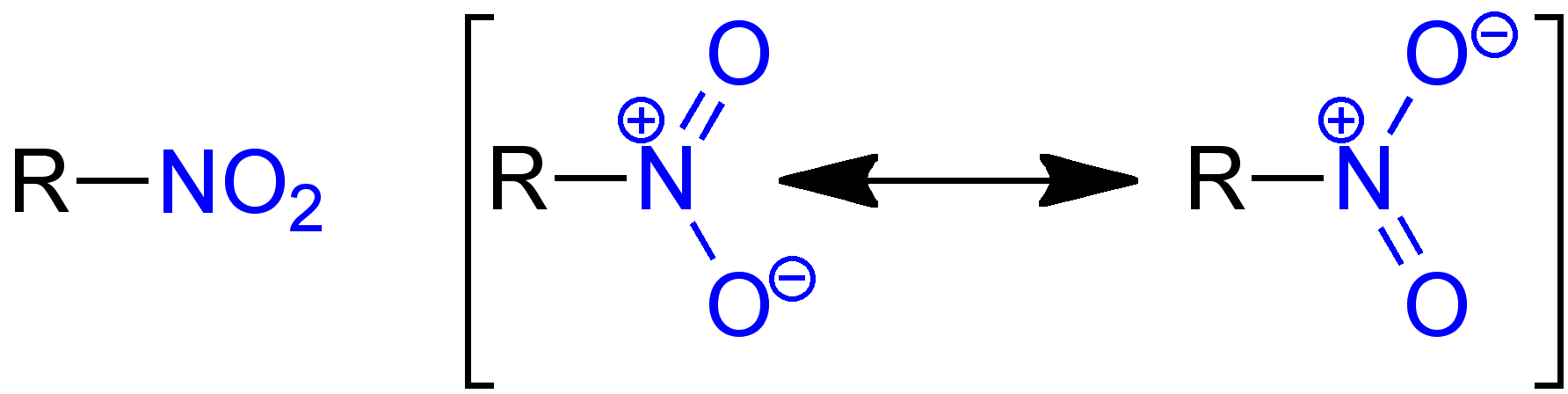
Nitroverbindung mit vereinfachter Formel (links) und der Strukturformel (rechts). Der Rest R ist ein Organyl-Rest (Aryl-Rest, Alkyl-Rest, Arylalkyl-Rest etc.). Die Nitrogruppe ist blau markiert.

Als Nitrogruppe wird in der organischen Chemie die funktionelle NO2-Gruppe bezeichnet, die über das Stickstoffatom an den organischen Rest R gebunden ist.
Isomer zur Nitrogruppe ist die funktionelle Ester-Gruppe der Salpetrigen Säure. Bei diesen Estern erfolgt die Bindung zum organischen Rest R über ein Sauerstoffatom (R–O–N=O). Fälschlicherweise werden häufig auch Salpetersäureester, R–O–NO2 als Nitroverbindungen bezeichnet, obwohl diese Verbindungen zur Stoffklasse der Nitrate gehören. Beispiele sind die nicht korrekt bezeichneten Explosivstoffe Nitroglycerin (korrekte Bezeichnung Glyceroltrinitrat) und Nitrocellulose (korrekte Bezeichnung Cellulosenitrat).

## Eigenschaften
Bei der mesomeriestabilisierten Nitrogruppe trägt ein Sauerstoffatom eine negative und das Stickstoffatom eine positive Ladung. Da nach der Oktettregel zwei Doppelbindungen zum N-Atom verboten sind, muss man die Strukturformel mit einem neutralen und einem geladenen Sauerstoffatom darstellen. 
Die Nitrogruppe als Substituent verringert daher die Elektronendichte aromatischer Verbindungen und zeigt einen −M-Effekt. Das aromatische System wird somit bei der elektrophilen aromatischen Substitution deaktiviert und bei einer potentiellen nukleophilen aromatischen Substitution aktiviert.
Nitrogruppen haben durch das Stickstoffatom im hohen Oxidationszustand eine oxidierende Wirkung. Das kommt bei vielen Sprengstoffverbindungen zum Tragen. TNT (Trinitrotoluol) ist deshalb so brisant, weil die Verbindung auf sieben Kohlenstoffatome drei Nitrogruppen enthält. Das Molekül hat also in sich selbst die Eigenschaften eines Oxidationsmittels – die Nitrogruppen (hoher Oxidationszustand) – und eines Reduktionsmittels: die Kohlenstoffatome (niedriger Oxidationszustand).
Auf dem −M-Effekt der Nitrogruppe beruht die antiauxochrome Wirkung in farbigen Verbindungen, z. B. bei der Pikrinsäure. Die bei der Behandlung von Proteinen mit konzentrierter Salpetersäure auftretende Gelbfärbung (Xanthoproteinreaktion) kommt durch die Nitrierung aromatischer Aminosäuren zustande, deren Absorption dabei in den sichtbaren Bereich des Lichts verschoben wird.